# María Helguera

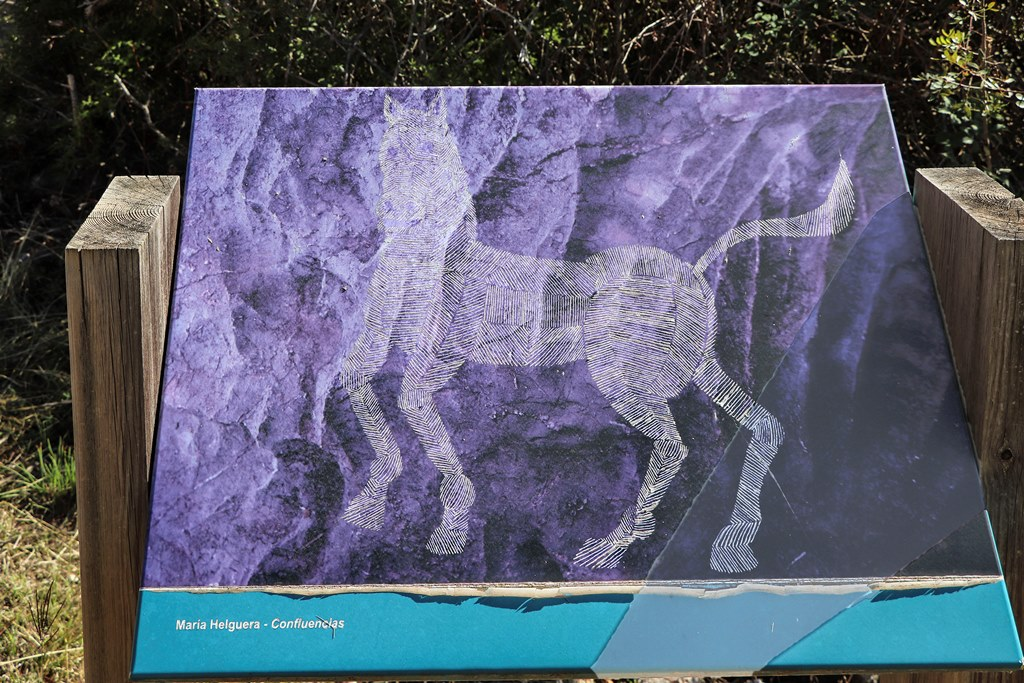
Confluencias, obra de María Helguera expuesta en Vallgrassa

María Helguera es una pintora nacida en Argentina en 1943. Se trata de una artista que trabaja con todo tipo de materiales y técnicas. Su carrera se desarrolló entre Argentina y Barcelona, puesto que el 1976 se trasladó por razones políticas, y esto se refleja en toda su obra. Se casó con el fotógrafo Humberto Rivas.

## Trayectoria artística
Su trayectoria artística pasa por estilos abstractos y también por más figurativos, añadiendo un punto original y particular,  que definen a una artista que va evolucionando constantemente. Así pues, podríamos decir que su carrera se divide en diferentes etapas:
Argentina. 1969-1974
En su etapa inicial, cuando empieza a exponer en Buenos Aires, la obra de la artista tiene un carácter mágico y realista a la vez, donde muestra el imaginario personal y sus sombras más profundas .
El exilio, los primeros años en Barcelona. 1978 - 1981 
Este hecho provoca en la obra de la artista que se incorporen nuevo temas y un sentimiento de nostalgia respecto a su país de origen, lo que da pie a incorporar en sus obras aspectos de la cultura argentina tales como el tango.
"Los hallazgos" 1982-1986 
En esta etapa, gracias a la amistad que establece con el pintor, poeta y pedagogo catalán Albert Rafols Casamada, empezó a descubrir el mundo de Cézanne y Matisse.
"Desplazamientos" 1987-1992
Es en esta etapa cuando el artista quiere profundizar en su expresión individual conociendo la obra como, por ejemplo, de Antoni Tàpies.
Descubrimiento de la Piel. 2000
Esta etapa marca un punto aparte en su carrera artística. Durante este período, María Helguera pretende, de alguna manera, dejar la huella de animales e, incluso, humanos, en las obras que produce.
En este período se observa una faceta muy interesante del artista, en el sentido de dejar constancia de los seres vivos que la rodean. También encontramos la obra que acontece un homenaje a los desaparecidos argentinos titulada La piel del Río.
Intermedio. 2002/Perder la cabeza y Caminos de luz 2003-2004.
En estos tres años la artista pasa por un tipo de transición en su obra. En un primer momento, haciendo obras sencillas  que depuran de alguna manera toda la etapa anterior. En los dos años siguientes se observa una etapa donde quiere buscar y representar sus raíces y aquello oculto. Una obra llena de motivos muy particulares como el toro o el caballo. La intención del artista es articular una iconografía ancestral y mítica que más adelante continuará  utilizando. 
"Malevos" 2006-2007 
Fue durante estos años donde María Helguera crea un estilo un poco extraño y donde el tratamiento formal de las obras aparecen elemento como la pasta y la espátula.
Además surgen unos temas que no se habían dado antes en su obra como escenas de la Última cena, la Crucifixión y la Piedad. Otra cosa que incorpora son sus figuras femeninas y masculinas, que en un momento determinado se confunden y pasan a ser formas híbridas donde el sexo de estas no se puede llegar a identificar. De alguna manera vemos en estas figuras la relación que tuvo su trayectoria entre las ciudades de Buenos Aires y Barcelona.
Últimos Años y Actualidad.
En los últimos años la pintora argentina se ha dedicado a diferentes proyectos artísticos relacionados con las artes visuales con objetivos pedagógicos. Uno de este proyectos más importantes es lo del Caballo de Troya que recorrió las calles de Barcelona.

## Exposiciones individuales
- 1969:	Galería el Taller. Buenos Aires.
- 1972:	Galería Carmen Waugh. Buenos Aires.
- 1973:	Galería Van Riel. Buenos Aires.
- 1974:	Galería El Galpón. Santa Haz.
    Fundacíon Lorenzutti. Buenos Aires.
- 1975:	Galería Arte Nuevo. Buenos Aires.
- 1978:	Galería Eude. Barcelona.
- 1980:	Galería Arte Nuevo. Buenos Aires.
- 1981:	Galería Ciento. Barcelona.
  Klus Galleri. Zúrich.
- 1982:	Manhattan en otoño Espacio 10, Fundación Joan Miró. Barcelona.
- 1983:	Galería Aele. Madrid.
- 1984:	Galería Arte Nuevo. Buenos Aires.
  Galería Ática. Buenos Aires.
- 1986:	Galería Arte Nuevo. Buenos Aires.
- 1987:	Galería Julia Lublin. Buenos Aires.
  Galería Ciento. Barcelona.
- 1988: Galería Fontana De Oro. Girona.
- 1991: Galería Eude. Barcelona.
  "Sombras del Arca" Museo de Zoología, dibujos, grabados y libro de artista con colaboración del poeta José Carlos Catáneo. Barcelona.
- 1999: "Dejar la Piel" Espacio Vais. Centro De Arte Santa Mónica. pinturas, dibujos, grabados y libro del Artista con colaboración con el poeta Arnau Pons. Barcelona.
- 2000: Oratori Romànico de Cardedeu. pinturas y serigrafíes.
- 2001: Galería Palaciega. Buenos Aires.
  Galería Antonio de Barnola. Barcelona.
- 2003: "Perder la Cabeza".Espacio Guinovart. Barcelona.
- 2004: "Caminos de Luz". Galería Montcada. Barcelona.
- 2005: El Garraf montaña y viento. Vallgrassa, Centro de Investigación para las Artes, parque Nacional del Garraf, Barcelona.
- 2007: "Malevos". Fundación Vila Casas,Espacio VolART, Barcelona.[4]
  "Las olas del tiempo" pinturas e instalación. Museo Nacional de Bellas Artes. Buenos Aires.[5]
- 2014: "Martín Fierro entra a Buenos Aires", Palau Robert.[6]
- 2016:El canto de los pájaros al Museo de la Vida Rural de l'Espluga de Francolí.[7]

## Exposiciones colectivas (selección)
- 1980:	Exposición Pintura Argentina a Tokio, Museo Nacional de Bellas Artes de Buenos Aires, Muestra Itinerante.
  "Dibujo Argentino Contemporáneo" Colección Marcos Cure, Muestra Itinerante: América y Europa, Museo Nacional de Bellas Artes de Buenos Aires -Argentina. La Generación del 70, Museo de Arte Moderno de Buenos Aires."Pequeño Formateo", Galería Ciento. Dibujos. Barcelona.
- 1981:	Realismo en España. Universidad Complutense de Madrid.
  Premio Cáceres de Pintura, Cáceres.
  Premio Banco del Acuerdo. Museo Nacional de Bellas Artes. Buenos Aires – Argentina.
- 1982:	ARCO Hería Internacional de Arte de Vanguardia, Dibujos y pinturas, Galería Ciento. Madrid.
- 1983:	Confrontaciones guanaydors "Premio Marcelo De Ridder", pinturas y Dibujos, Museo Nacional de Bellas Artes, Buenos Aires-Argentina.
  Bienal Preliminar de Arte de Vanguardia. Zaragoza, Sevilla, Madrid, La Coruña, Bilbao y Barcelona.
  "Identidades", Espacio de la Caixa de Barcelona.
- 1992:	Congreso Internacional de la Lengua Catalana. Girona.  17 Autoras, Tecla Sala, Hospitalet.
  Grande Bretaña."Fertilidad" grabados, Museo Barbier Müller de Arte Precolombino. Barcelona.
- 1997: 30 Años - Herramienta 1967 – 1997. Pintura. Centro de Arte Santa Mónica de Barcelona.
- 1999: "Metamorfosis de la mando" muestra colectiva itinerante; Mar del Plata, Buenos Aires, Rosario. Argentina.
- 2000: Bienal de Buenos Aires - Museo Nacional de Bellas Artes, pinturas, muestra Itinerante en Córdoba, Argentina.
- 2003: "Argentinos de Dos Mundos" pinturas, Aranjuez, España.
- 2005: Mediterrart, comitiva de artistas catalanas al Parque Nacional de Cinque Terre, Italia.

## Premios y Becas
- 1972: Premio Francisco Romero, Beca en Italia, otorgada por la embajada italiana y del Fondo Nacional de las Artes. Buenos Aires.
- 1973: Premio Marcelo de Ridder. Pintura
- 1995: Beca  Fundación Pollock-Krasner. Nueva York.